# Palpimanus pseudarmatus
Espèce
Palpimanus pseudarmatus est une espèce d'araignées aranéomorphes de la famille des Palpimanidae.

## Distribution
Cette espèce est endémique d'Afrique du Sud. Elle se rencontre au Limpopo et au KwaZulu-Natal.

## Publication originale
- Lawrence, 1952 : New spiders from the eastern half of South Africa. Annals of the Natal Museum, vol. 12, p. 183-226.